# Camillo Ricordi
Camillo Ricordi (Nueva York, 1957) es un médico y científico dedicado a la investigación de la curación de la diabetes y el trasplante de células. Ha alcanzado renombre internacional debido a su especialización en el trasplante de islotes pancreáticos para el tratamiento de la diabetes tipo I.

## Biografía
Ricordi estudió desde el año 1971 al 1976 en el Scientific Lyceum de Milán y se licenció cum laude en Medicina por la Universidad de Milán en 1982. Durante sus estudios de medicina en la Universidad de Milán realizó prácticas en el Instituto de Fisiología del Sistema Nervioso Central del Consejo Nacional de Investigación (Milán, Italia) y posteriormente, como estudiante de medicina interna en el Departamento de Medicina Interna del Instituto San Raffaele de Milán.
Después de graduarse en medicina realizó la especialidad de Cirugía Gastrointestinal y Endoscopía Digestiva en la Universidad de Milán, graduándose cum laude en el año 1988. Durante este mismo período de tiempo realizó diversos estudios complementarios en la Escuela de Medicina de la Universidad de Washington (San Luis, Misuri), en el departamento de Genética, y realizando su entrenamiento en Inmunogenética e Inmunobiología de trasplantes de células.
Tras una etapa realizando el servicio militar en las Fuerzas Aéreas Italianas, donde ejerció como oficial médico con el grado de Teniente, se incorporó como Profesor Asistente de Cirugía en el Departamento de Cirugía de la División de Trasplante en la Escuela de Medicina de la Universidad de Pittsburgh, Pensilvania.
Su carrera profesional se ha desarrollado en el ámbito educativo y el científico principalmente. En el ámbito educativo ha sido profesor en universidades como Milán, Washington, Miami, Pittsburgh, Wake Forest y el Karolinska Intitute de Estocolmo, Suecia.
En al ámbito científico ha sido codirector de la Oficina Ejecutiva de Liderazgo de Investigación (2001-2003), como decano asociado sénior de Investigación (2003-2006) y ha presidido el Gabinete de Investigación del Deán (2006-) en la Escuela de Medicina Miller, Universidad de Miami.
Actualmente Camillo Ricordi es Profesor de Cirugía en el Stacy Joy Goodman, Profesor Distinguido de Medicina, Profesor de Ingeniería Biomédica y Microbiología e Inmunología en la Universidad de Miami, Florida, donde además figura como Director del Instituto de Investigación de la Diabetes (DRI) y el Cell Transplant Center.
El Dr. Ricordi también figura como Jefe Responsable de Human Cell Processing Facility, financiado por NIH que ha estado proporcionando productos de células humanas para investigación y aplicaciones clínicas en la Universidad de Miami, Florida y en todo el mundo desde 1993.

## Logros profesionales
Entre sus logros profesionales se encuentra haber desarrollado un método de aislamiento y trasplante de islotes para la diabetes conocido como Método Ricordi. Se trata de un procedimiento automatizado para aislar células de islotes pancreáticos. Fue desarrollado en 1986 por el Dr. Ricordi mientras trabajaba en el laboratorio del Dr. Paul Lacy en la Universidad de Washington en St. Louis.
El método incluye el uso de la Cámara Ricordi, por la que el Dr. Ricordi obtuvo el Premio Mundial de Cirugía Nessim Habif de la Universidad de Ginebra en 2001. El premio se otorga a la invención de una máquina o aparato que permita lograr un progreso significativo en un campo de la cirugía. La invención del Dr. Ricordi del método automatizado de aislamiento de islotes hizo posible obtener un mayor número de islotes de un páncreas humano; antes se necesitaban hasta cinco o seis órganos para llevar a cabo un trasplante.
	Ricordi cuenta con 26 patentes y más de 696 publicaciones entre artículos en revistas científicas y libros publicados. Ha participado de congresos y encuentros sobre aislamiento y trasplante de islotes para el tratamiento de la diabetes a lo largo de toda su carrera profesional.

## Reconocimientos
- 1987 National Research Service Award (USA): Inmunogenética e Inmunobiología del Trasplante de Células.
- 1988 Fundación Internacional de la Diabetes Juvenil: Premio de investigación
- 1993 Fundación Internacional de la Diabetes Juvenil: Premio de investigación
- 1997 Premio Walter Brendel a la mejor investigación científica en el XXXII Congreso de la Sociedad Europea de Investigación Quirúrgica.
- 1999 Premio Millenium para la investigación sobre diabetes y trasplantes de la Cámara de Comercio de América Latina - Premio por 10 años de servicio.[22]
- 1999 Premio de Investigación Dean’s (Universidad de Miami)
- 2001 Premio Provost de la Universidad de Miami por su actividad académica.[23]
- 2002 Premio al Logro Científico excepcional y entrega de la Conferencia Lilly en el Congreso ADA (San Francisco, CA)[24]
- 2002 Ganador del Premio Carl Gustav Groth Lecture (Comité del Premio Nobel de Medicina) (Estocolmo, Suecia)[24]
- 2006 Galardonado con el Premio Internacional de Investigación Lois Pope LIFE[25]
- 2006 Premio Biomédico Hero 2006 de la Cámara de Comercio de Miami.
- 2006 Premio Paul Harris Fellowship (Rotary Internacional)[26]
- 2006 Premio Roche al Logro Sobresaliente en Ciencia de Trasplantes (Clínica)[27]